# Aon Center (Chicago)
Het Aon Center is een wolkenkrabber in de Amerikaanse stad Chicago, gelegen aan 200 East Randolph Street. Het gebouw is ontworpen door architect Edward Durell Stone en voltooid in 1972. Met 83 verdiepingen en een hoogte van 346,3 meter is het het op twee na hoogste gebouw van Chicago; na de Willis Tower en de Trump International Hotel and Tower.
Toen het gebouw oorspronkelijk was gebouwd was het 's werelds hoogste met marmer beklede gebouw. Maar door het strenge klimaat dreigde het marmer los te laten en van het gebouw te vallen. Van 1990 tot 1992 werd het gehele gebouw gerenoveerd met graniet. Dit 'renoveren' kostte de helft van de oorspronkelijke kosten van het gebouw zelf. In het gebouw huist een buisvormig staal systeem dat V-vormig is, door dit systeem kan het gebouw aardbevingen weerstaan, het 'zwaaien' reduceren en het buigen van de kolom minimaliseren.
Oorspronkelijk werd het gebouw het Standard Oil gebouw genoemd (vaak ook wel de "Big Stan"), maar het gebouw is in 1985 officieel van naam veranderd naar het Amoco building. Toen het gebouw in 2001 werd verkocht, werd het gebouw bekend als het Aon Center.
In het begin van 2003 werd het Aon Center verkocht voor ruim 465 miljoen dollar.

## Huurders
Grote huurders zijn:
- KPMG LLP
- Combined Insurance Company of America
- Jones Lang LaSalle
- Am-Don Partnership
- Daniel J. Edelman, Inc.
- AON Risk Services Central, Inc.

Willis Tower · Trump International Hotel and Tower · Aon Center · John Hancock Center · AT&T Corporate Center · Two Prudential Plaza · 311 South Wacker Drive · Aqua · 900 North Michigan · Water Tower Place · Chase Tower · Park Tower · The Legacy at Millennium Park · 300 North LaSalle · Three First National Plaza · Chicago Title and Trust Center · One Museum Park · Olympia Centre · 330 North Wabash · 111 South Wacker · 181 West Madison · Hyatt Center · One Magnificent Mile · 340 on the Park · 77 West Wacker Drive · UBS Tower · Richard J. Daley Center · 55 East Erie · Lake Point Tower · River East Center · Grand Plaza I · Leo Burnett Building · The Heritage at Millennium Park · NBC Tower · Millennium Centre · Chicago Place · Chicago Board of Trade Building · One Prudential Plaza · CNA Center · Heller International Building · Madison Plaza · 1000 Lake Shore Plaza